# Pokojov
Pokojov (německy Pokojau) je obec v okrese Žďár nad Sázavou v kraji Vysočina. Žije zde 143 obyvatel.

## Historie
První písemná zmínka o obci pochází z roku 1483.
V letech 2006–2010 působil jako starosta Vlastimil Boháček, od roku 2010 tuto funkci zastávala Dana Březková, od roku 2018 pak Pavel Svoboda.
| Rok            | 1869 | 1880 | 1890 | 1900 | 1910 | 1921 | 1930 | 1950 | 1961 | 1970 | 1980 | 1991 | 2001 | 2006 | 2013 | 2017 |
| Počet obyvatel | 193  | 191  | 188  | 206  | 220  | 180  | 148  | 154  | 173  | 160  | 158  | 143  | 156  | 153  | 161  | 155  |

## Pamětihodnosti
- Boží muka na návsi